# フレット・ルッテン
フレデリクス・ヤコブス・ルッテン（Fredericus Jacobus Rutten, 1962年12月5日 - ）は、オランダ、ヴィヘン出身の元サッカー選手であり現サッカー指導者。現役時代のポジションはディフェンダー。本来の発音は促音が入らず、"ルテン"が近い。

## 経歴

### 選手として
13年間に及ぶプロキャリアの全てをFCトゥウェンテにて過ごし、317試合に出場した。オランダ代表として1試合の出場経験がある。

### 指導者として
現役引退後は、長年過ごしたFCトゥウェンテのアシスタントコーチに就任。コーチとして6年間過ごし、その後2年間監督としてチームを牽引。2000-01シーズンにはKNVB杯の決勝でPSVをPK戦の末に破ってクラブに久々のタイトルをもたらした。2001年にはエールディヴィジの強豪PSVアイントホーフェンに籍を移しフース・ヒディンクの補佐としてアシスタントコーチも経験。ヒディンクは退任の際に後任としてルテンを推薦していたが、クラブはロナルド・クーマンを選択し、ルテンは古巣のFC トゥエンテに復帰。素晴らしい手腕を見せて2008年にはリヌス・ミヘルス・アワードを獲得した。2008年には国外へと舞台を移し、ドイツ・ブンデスリーガに所属するシャルケ04の監督に就任するも、チームを掌握できず2009年3月26日に解任される。
2009年4月17日、ついにPSVアイントホーフェンの監督に就任。しかし就任後2シーズンは共に途中まで首位にいながらもウィンターストップにキープレイヤーを失った影響でシーズン終盤に急失速し、2年連続で3位と、CL出場権すら逃した。3年契約最後の年も、これまでのシーズン同様に首位を独走しながら2月終盤から急失速し4位まで転落。結局2012年3月12日に監督を解任された。
2012-13シーズンより、エールディヴィジのフィテッセの指揮をとることとなった。
2014-15シーズンからはフェイエノールトの監督に就任。セレクション完成の遅れから苦しいスタートを切ったが、次第に手腕を発揮して再評価された。しかしシーズン後半はやはり急失速し、リーグ戦最後の5試合を2分け3敗で3位を逃したことで最終節を終えた5月17日に解任された。

## 評価
指導者としてタレントを成長させられる能力があると評価されている他、オルランド・エンゲラールをコントローラーにコンバートしてオランダ代表にまで成長させるなど、選手のクオリティを見抜いてのコンバートにも定評がある。
選手に対してはピッチ上のことだけでなく、生活面についても積極的に話をし、父親的キャラクターで知られている。
社交的な性格で、18年間コカイン使用を止められなかったヴィム・キーフトは噂を聞いたルテンの助けによって治療を始め、見事に依存状態を克服。ルテンのことを「素晴らしい人物で、フットボール界において何にも代え難い特別な存在」と語っている。
ルテンが率いたチームは例外なくシーズン後半戦に失速している。本人はPSV時代の失敗について「冬の移籍市場でキープレイヤーを失ったため」と説明しているが、トゥエンテやフェイエノールトではそのケースではない。フィジオセラピスト レイモンド・フェルハイエンはルテンのトレーニング方法に問題があり、選手たちに疲労を蓄積させていると批判している。

## タイトル

### 監督時代
FCトゥウェンテ
- KNVBカップ:1回（2000-01）

個人
- リヌス・ミヘルス・アワード オランダ・プロ・フットボールクラブ年間最優秀監督:1回（2007-08）